# Burgdorf (Landkreis Wolfenbüttel)
Burgdorf ist eine Gemeinde im Norden der Samtgemeinde Baddeckenstedt im Landkreis Wolfenbüttel, Niedersachsen, Deutschland.

## Geografie

### Lage
Die Gemeinde Burgdorf befindet sich westlich der kreisfreien Stadt Salzgitter, ostnordöstlich des Höhenzugs Vorholz und nördlich des Höhenzugs Lichtenberge (Nordwestteil des Salzgitter-Höhenzuges). Sie liegt nördlich von Baddeckenstedt (Sitz der Samtgemeindeverwaltung) sowie nordöstlich von Holle und südlich von Söhlde, die sich im westlich benachbarten Landkreis Hildesheim befinden.
Mit 24,06 km² ist Burgdorf die flächengrößte Mitgliedsgemeinde der Samtgemeinde Baddeckenstedt.

### Gemeindegliederung
Die fünf Ortsteile der Gemeinde sind:
- Burgdorf mit Burgdorf bei Osterlinde
- Berel
- Hohenassel
- Nordassel
- Westerlinde

## Geschichte
Der Ortsteil Burgdorf wurde unter dem Namen Borchtorp im Jahr 1243 erstmals urkundlich erwähnt. Vermutlich existierte das Dorf jedoch bereits früher unter Namen wie Asla, Assle oder Assel. Zunächst bestand Burgdorf aus dem sogenannten Alten Dorf. Erst später siedelten sich östlich des Ortes Bewohner der wüstgefallenen Siedlung Steinum an.
Burgdorf gehörte seit dem späten Mittelalter zum Amt Lichtenberg und somit zum Fürstentum Braunschweig-Wolfenbüttel. Im Dreißigjährigen Krieg von 1618 bis 1648 fiel auch Burgdorf Zerstörungen zum Opfer. So brannten zum Beispiel im September 1634 sechs Häuser ab. 1640 und 1642 kam es erst durch kaiserliche Truppen, dann durch die Schweden zur fast vollständigen Zerstörung des Ortes.
1865 wurde im heutigen Ortsteil Burgdorf bei Osterlinde eine Zuckerfabrik gebaut. Die Schule in Burgdorf wurde 1976 geschlossen.

### Eingemeindungen
Am 28. Juni 1965 wurde aus den damals noch selbstständigen Gemeinden Burgdorf, Berel, Hohenassel, Nordassel und Westerlinde die Samtgemeinde Burgdorf-Assel gegründet.
Am 1. März 1974 wurde die Samtgemeinde aufgelöst. Aus ihren Mitgliedsgemeinden wurde die Gemeinde Burgdorf gebildet, die ein Teil der neu gegründeten Samtgemeinde Baddeckenstedt wurde.

### Einwohnerentwicklung
Die Tabelle zeigt die Einwohnerzahlen einschließlich der Nebenwohnsitze jeweils zum 31. Dezember des entsprechenden Jahres.
| Jahr | Einwohner |
| ---- | --------- |
| 1840 | 607       |
| 1905 | 588       |
| 1939 | 467       |
| 1946 | 841       |
| 1998 | 741       |

| Jahr | Einwohner |
| ---- | --------- |
| 1973 | 2327      |
| 1998 | 2517      |
| 2013 | 2340      |
| 2016 | 2243      |
| 2019 | 2223      |

## Religion

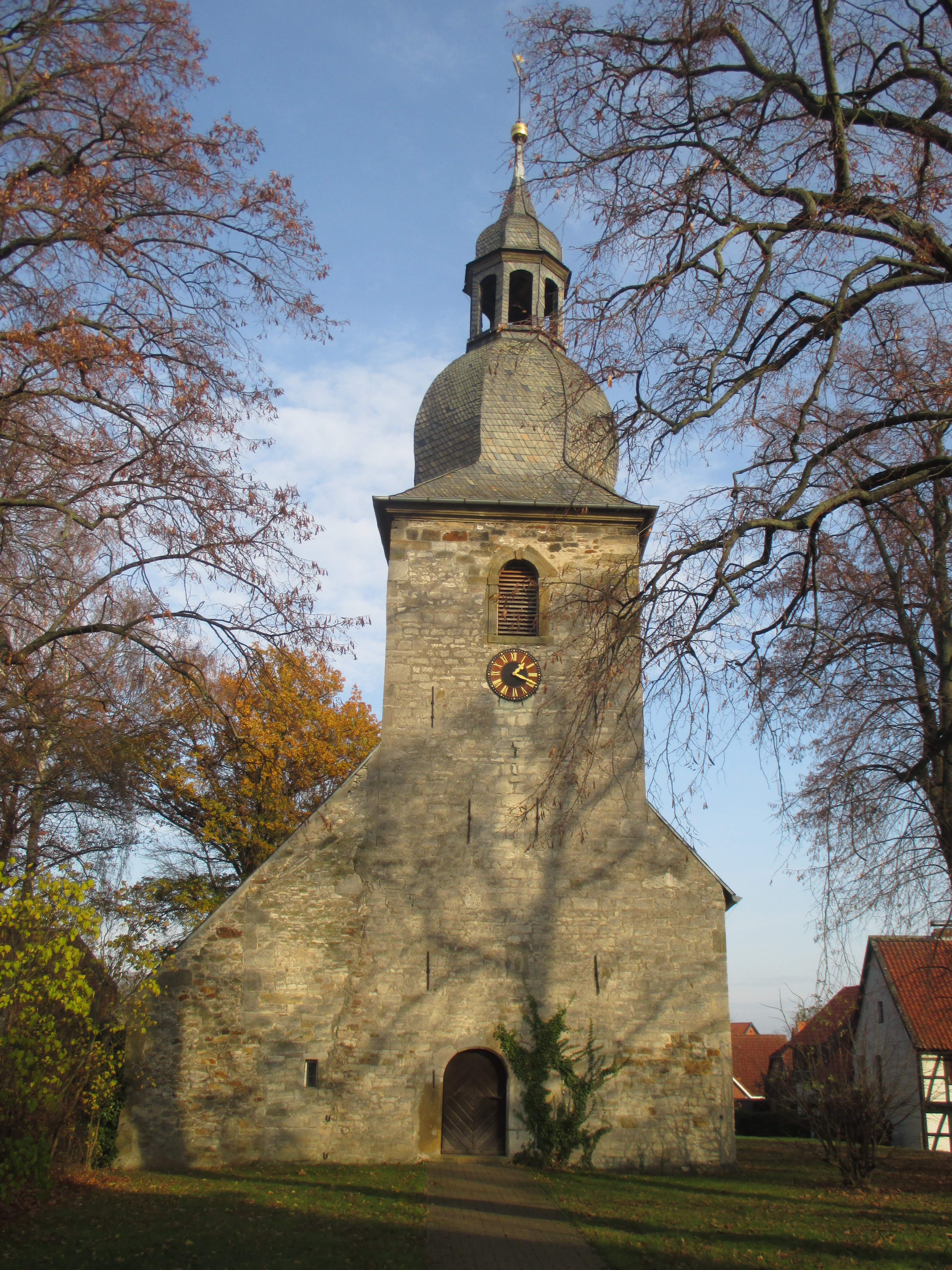
Evangelische Kirche

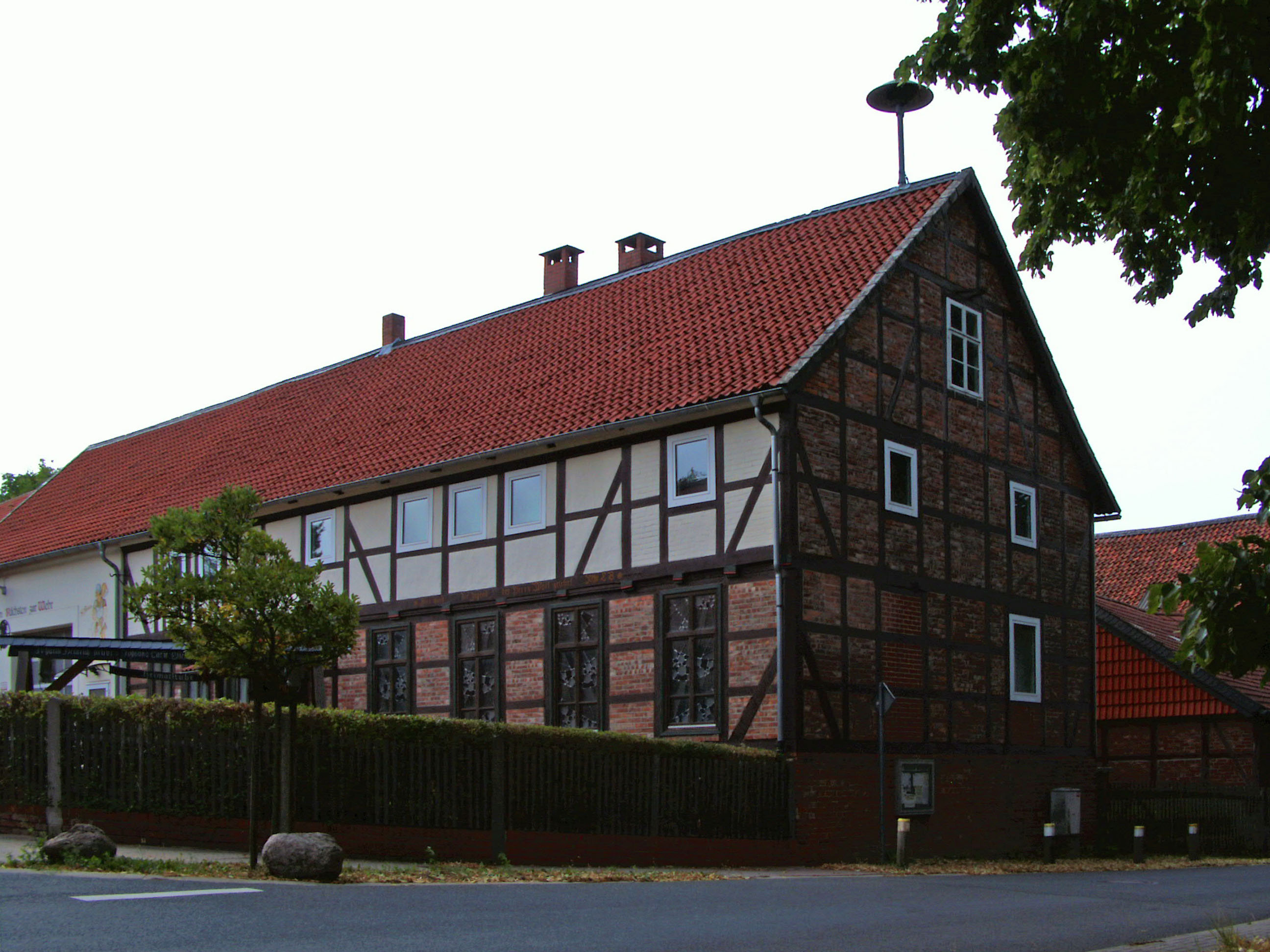
Ehemalige Schule und katholische Kapelle St. Maria Rosenkranz

- Die Kirche St. Lambertus in Burgdorf entstand vermutlich bereits im 12. Jahrhundert. Die Wehrkirche besitzt einen romanischen Turm mit einer Haube von 1766. Bereits 1616 wurde ein Fenster der Kirche erneuert. Von 1727 bis 1732 kam es zu einer größeren Renovierung. Im Jahr 1953 wurde das Turmdach ausgetauscht, bevor 1963 bis 1965 erneut renoviert wurde. Die evangelische Kirche gehört heute zur Kirchengemeinde Burgdorf-Assel. Sie steht zusammen mit dem Pfarrhaus und dem Kirchhof unter Denkmalschutz

- In der Nachkriegszeit fanden katholische Gottesdienste im Schloss statt, zeitweise auch in der evangelischen Kirche. Von 1981 bis 2007 befand sich in der ehemaligen Schule die katholische Kapelle St. Maria Rosenkranz. Die nächstgelegene katholische Kirche mit regelmäßigen Gottesdiensten befindet sich heute 5 km entfernt in Salzgitter-Fredenberg.

## Politik

### Gemeinderat
Der Rat der Gemeinde Burgdorf setzt sich aus 13 Mitgliedern zusammen. Die Ratsmitglieder werden durch eine Kommunalwahl für jeweils fünf Jahre gewählt.
Bei der Kommunalwahl 2021 ergab sich folgende Sitzverteilung:
| Gemeinderat 2021Insgesamt 13 Sitze - SPD: 6 - BfB: 3 - CDU: 4 |

### Bürgermeister
Der ehrenamtliche Bürgermeister Bernd Brandes (SPD) wurde 2016 gewählt und 2021 wiedergewählt.

### Wappen
Unter durch Zinnenschnitt abgeteiltem grünen Schildhaupt in Silber (Weiß) fünf im Fünfpass angeordnete grüne Kleeblätter.

## Kultur und Sehenswürdigkeiten
- Eines der ältesten Häuser der Gemeinde steht im Ortsteil Westerlinde. Das unter Denkmalschutz gestellte Haus aus dem Jahr 1661 befindet sich auf dem Hof der Familie Bock.
- Die Heimatstube befindet sich im ersten Stock des alten Schulgebäudes und zeigt als Heimatmuseum Bilder, Dokumente und Gerätschaften aus der Landwirtschaft und dem Handwerk der Region.
- Die Asselburg, auch Hesleburg genannt, wurde 984 erstmals urkundlich erwähnt. In diesem Jahr fand dort eine Fürstenversammlung statt, auf der sich der Sachsenherzog Bernhard, weitere sächsische Adlige sowie westdeutsche Verbündete trafen. Ziel war es Otto III., dem dreijährigen Sohn Kaiser Ottos II., die Erbfolge zu sichern, die ihm vom bayerischen Herzog streitig gemacht wurde. Nach dem Bau der Burg Lichtenberg verlor die Burg an Bedeutung. 1202 wurde sie letztmals erwähnt.

- Das heutige Schloss Burgdorf wurde 1779 bis 1783 von Georg Heinrich Gottschalk von Kniestedt als Herrenhaus auf dem Gelände der ehemaligen Burg erbaut, von der nur noch ein Teil des Walls und des Burggrabens erhalten ist. Bis 1834 wurde das Herrenhaus von der Familie von Kniestedt bewirtschaftet, die bereits seit 1596 im Besitz des Geländes und der Güter der ehemaligen Asselburg war. Darauf folgte die mit den Kniestedt verwandte Familie von Cramm bis 1910. Danach wechselte es mehrfach den Besitzer. Seit 1985 wurden die einzelnen teilweise verfallenen Gebäude wieder instand gesetzt. Seit 1994 stehen das Schloss, die Parkanlage mit ihrem Baumbestand und die Toreinfahrt unter Denkmalschutz.

## Wirtschaft und Infrastruktur

### Bildungseinrichtungen
Im Ortsteil Hohenassel befindet sich eine Grundschule. Weiterführende Schulen der Umgebung liegen in Baddeckenstedt, Salzgitter-Lebenstedt, Söhlde und Ottbergen.

### Verkehr
Die Bundesautobahn 39 mit der Auffahrt in Westerlinde liegt im südlichen Gemeindegebiet.
Die nächstgelegenen Bahnhöfe befinden sich in Salzgitter-Lebenstedt an der Bahnstrecke Salzgitter-Drütte–Derneburg, in Baddeckenstedt an der Bahnstrecke Hildesheim–Goslar und in Hoheneggelsen an der Bahnstrecke Hildesheim–Braunschweig.
Der Bahnhof in Burgdorf bei Osterlinde wurde im Jahr 1984 zusammen mit der gesamten Bahnstrecke zwischen Salzgitter-Lebenstedt und Derneburg stillgelegt und anschließend zurückgebaut.

## Persönlichkeiten
- Friedrich Julius von Kniestedt (1765–1825), Jurist und Gutsbesitzer
- Karl Schaper (1920–2008), Maler, Bildhauer, Grafiker und  Konzeptkünstler